# Visajärvi
Visajärvi är en sjö i Finland. Den ligger i kommunen Kuusamo i landskapet Norra Österbotten, i den nordöstra delen av landet, 600 km norr om huvudstaden Helsingfors. Visajärvi ligger 249,2 meter över havet. Arean är 61,7 hektar och strandlinjen är 5,39 kilometer lång. Sjön  ingår i Ijo älvs huvudavrinningsområde. 